# Maria Ivogün
Maria Ivogün (Budapest, Hongria, 18 de novembre de 1891 - Beatenberg, Suïssa, 3 d'octubre de 1987) fou una soprano de coloratura hongaresa.
Filla d'una soprano notable, Ida van Gunther, s'educà musicalment en l'Acadèmia de Viena sota la direcció de Bruno Walter, debutant el 1913 en els Festivals Mozart, celebrats a Múnic. De bell timbre de veu, l'extraordinària netedat i brillantor de la seva vocalització, sumades al seu personal atractiu i un positiu talent musical, li conquistaren ràpidament una sòlida reputació en tot el continent europeu.
Un dels seus més entusiastes admiradors fou el compositor Richard Strauss, que l'elegí per la part de Zerbinetta en la primera representació de la seva òpera Ariadne auf Naxos en estrenar-se a Viena el 1916.
Fou molt apreciada per directors com Wilhelm Furtwängler, Erich Kleiber. Pertanyia a una generació de sopranos molt notables de color-atures d'escola germànica com Elisabeth Schumann, Frieda Hempel, Lotte Schöne i Selma Kurz.
Va ser una ideal Zerbinetta de Ariadne auf Naxos, la Reina de la nit de La flauta màgica de Mozart, Gilda a Rigoletto, Zerlina a Don Giovanni, Konstanze a El rapte del serrall i Rosina d'El barber de Sevilla de Gioachino Rossini.
Va actuar moltes temporades en l'Òpera de Múnic, estrenant allí les òperes Els ocells de Walter Braunfels; Palestrina, de Hans Erich Pfitzner, i Der Ring des Polykrates d'Erich Wolfgang Korngold.

## Vida privada
Va estar casada amb el tenor Karl Erb i després amb el pianista Michael Raucheisen i en retirar-se de l'escena fou famosa mestra de cant a Berlín Viena, entre llurs alumnes si contaren Elisabeth Schwarzkopf, Rita Streich, Renate Holm i Evelyn Lear.